# Mayo Mbunga
Mayo Mbunga (zm. 15 lipca 2012) – kongijski piłkarz występujący na pozycji napastnika.

## Kariera klubowa
W swojej karierze Mbunga występował w zespole AS Dragons, z którym cztery razy zdobył Puchar Demokratycznej Republiki Konga (1996, 1997, 1998, 1999).

## Kariera reprezentacyjna
W 1994 roku Mbunga został powołany do reprezentacji Zairu na Puchar Narodów Afryki. Nie zagrał jednak na nim w żadnym meczu, a Zair odpadł z turnieju w ćwierćfinale.